# Astronomica: The Quest for the Edge of the Universe
Astronomica: The Quest for the Edge of the Universe é um jogo educativo produzido pela Hyper-Quest, Inc. em 1994 para Macintosh e Windows 3.x.[carece de fontes?] Os desenvolvedores do jogo propositalmente fizeram do personagem principal do jogo uma garota, explicando: "As garotas mais novas são frequentemente deixadas de fora dos jogos multimídia, então transformamos a personagem principal em Astronomica em uma garota".

## Sinopse
O jogo gira em torno do personagem que procura um funcionário desaparecido, um astrônomo do SkyQuest AstroLab, que estava trabalhando em um supercomputador chamado Astronomica antes de seu desaparecimento. Os jogadores devem resolver vários quebra-cabeças baseados em trivialidades do espaço para progredir e avançar de nível.

## Recepção
A recepção crítica da Astronomica tem sido mista, com muitos veículos criticando sua dificuldade de jogo. Entertainment Weekly classificou o jogo como C+, escrevendo "Ultimamente, Astronomica faz pouco mais do que familiarizar jogadores com termos básicos de espaço. Apesar de alguns valores de produção desleixados, o jogo oferece uma enciclopédia de referência e detalhada de conceitos planetários e os jogadores apreciarão a ciência." O Washington Post criticou negativamente o jogo, pois achava que era uma programação e design de baixo orçamento, puro e simples ".
Computer Shopper foi mais positivo, comentando "com algumas das imagens tridimensionais foto-realistas durante o jogo, é tanto uma festa para os olhos quanto para o cérebro."